# رباط المبيض
رباط المبيض أو الرباط المبيضي (بالإنجليزية: Ovarian ligament) يسمى أيضاً بالرباط المبيضي المخصوص proper ovarian ligament وهو عبارة عن رباط ليفي يصل بين المبيض والجانب الوحشي للرحم.
لا يجب الخلط بين هذا الرباط ووالرباط المعلق للمبيض "Suspensory ligament of ovary" والذي يتجه من المبيض في الاتجاه الآخر.

## التركيب
يتكون الرباط المبيضي من نسيج ليفي وعضلي. يمتد من ناحية المبيض المقابلة للرحم إلى الجانب الوحشي للرحم، مباشرة أسفل اتصال قناة فالوب مع الرحم.
يجري الرباط المبيضي في الرباط العريض للرحم، وهو عبارة عن طية كبيرة من الصفاق وليس نسيج ليفي.
يسير رباط المبيض بالأخص في مجاورات الرحم.

## التطور والنمو
أثناء النمو الجنيني يتصل كل مبيض ( حيث ينشأ من الحرف التناسلي) بواسطة شريط من الأديم المتوسط يسمى بالرسن"Gubernaculum". يظل هذا الشريط من الأديم المتوسط متصلاً بالمبيض طوال فترة نموه، ثم في النهاية يمتد حتى يتصل بالشفران الكبيران. أثناء المراحل الأخيرة من نمو الجهاز البولي التناسلي يُكوِّن الرسن شريط ليفي طويل من النسيج الضام يمتد من المبيض حتى الرحم، ثم يستمر للشفران الكبيران. يتم تقسيم بقاوة الرسن تشريحياً في المرأة البالغة إلى جزئين مابين الرحم والمبيض يسمى برباط المبيض ومابين الرحم والشفران الكبيران يسمى برباط الرحم المستدير.

## وصلات خارجية
- صور تشريحية:43:03-0203 في مركز داونستيت الطبي التابع لجامعة نيويورك - "The Female Pelvis: The Broad Ligament"
- صور تشريحيَّة:9781 على موقع مركز سوني دونستات الطبي.
- درسٌ تشريحي حول pelvis مُعدٌ بواسطة ويسلي نورمان (جامعة جورجتاون). (uterus)
- تشريح دارتموث figures/chapter_35/35-2.HTM